# 卡尔·格德勒
卡尔·弗里德里希·格德勒（德語：Carl Friedrich Goerdeler；1884年7月31日—1945年2月2日），德国律师、政治家，参与德国抵抗运动反抗纳粹党的统治，后被纳粹以叛国罪处死于普勒岑湖監獄。小行星8268以他的名字命名。其子赖因哈德·格德勒是会计事务所毕马威创始人之一。